# 2021 ve fotografii

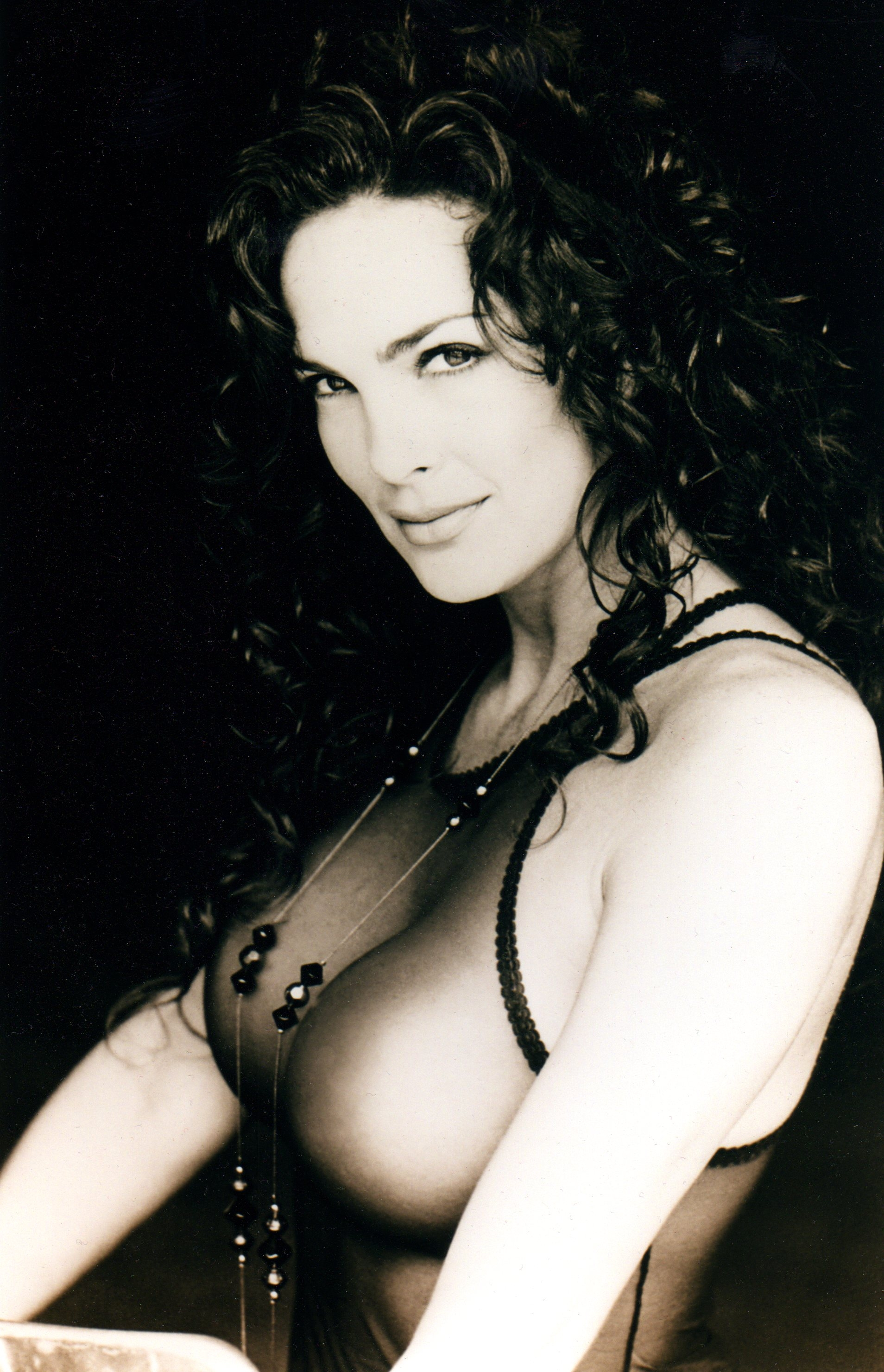
V lednu zemřela modelka Julie Strain

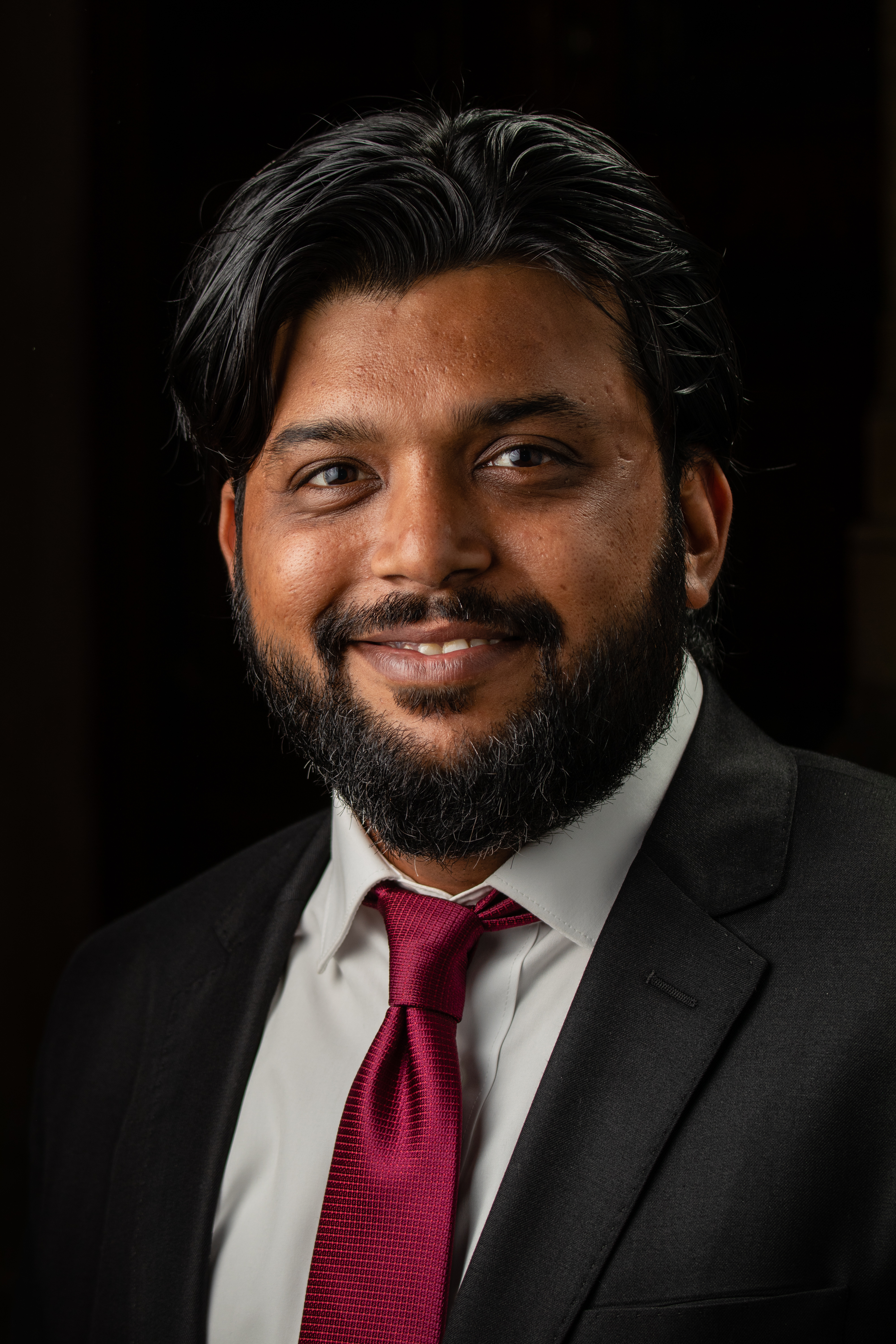
Dne 16. července 2021 tragicky zemřel indický fotoreportér Danish Siddiqui

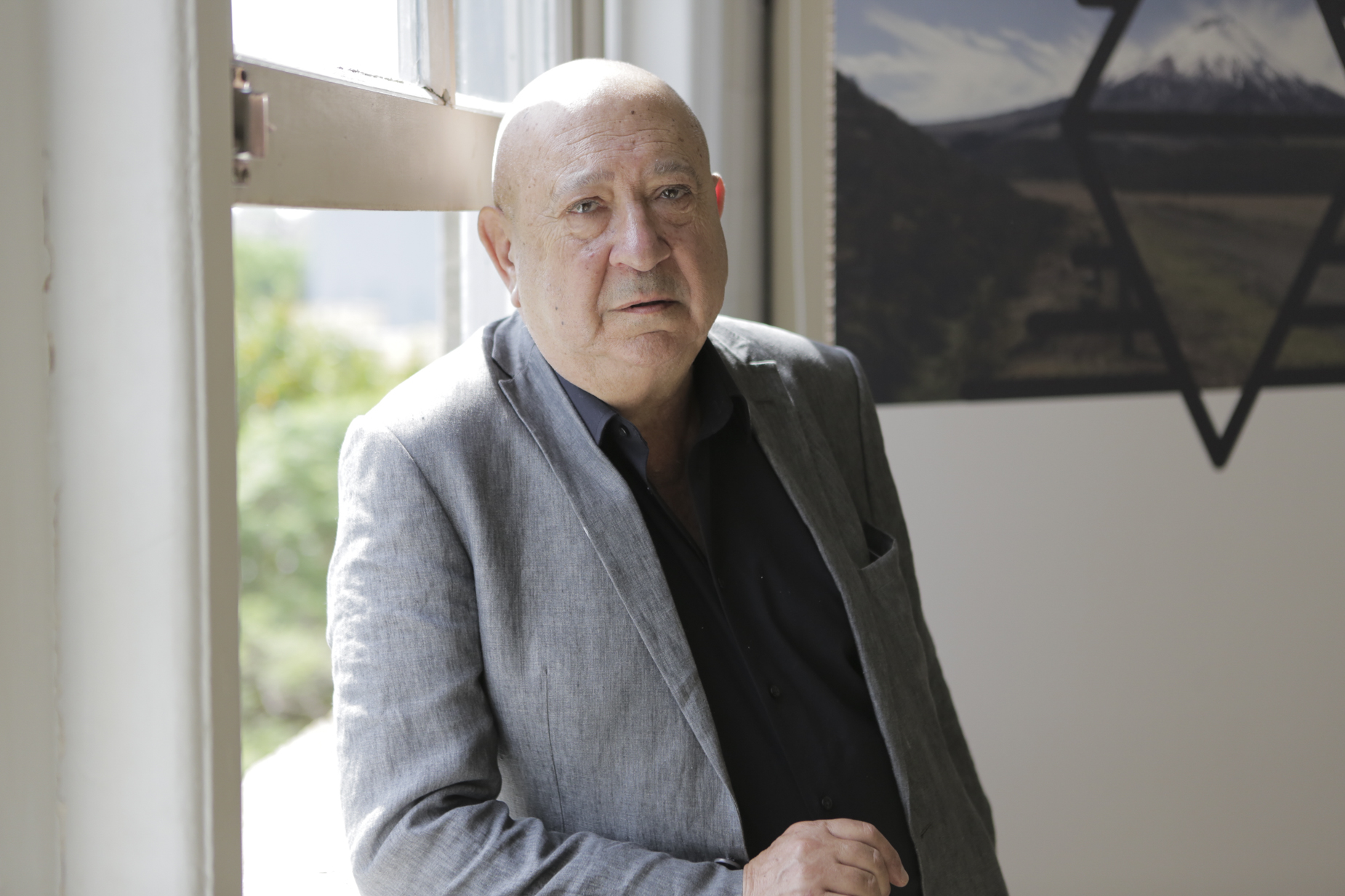
Dne 14. července zemřel Christian Boltanski, francouzský výtvarný umělec

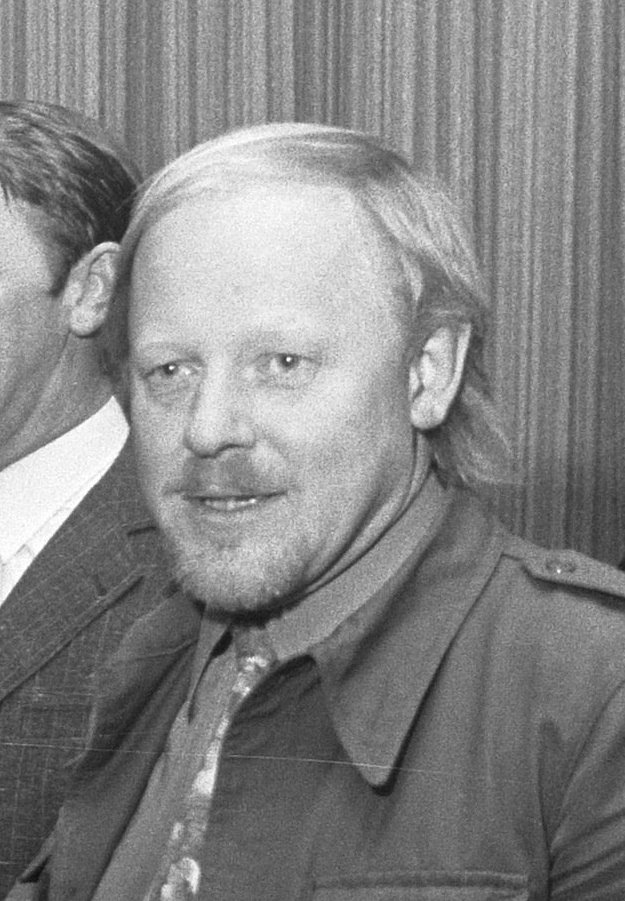
Dne 25. července zemřel Eddy Posthuma de Boer, nizozemský fotograf

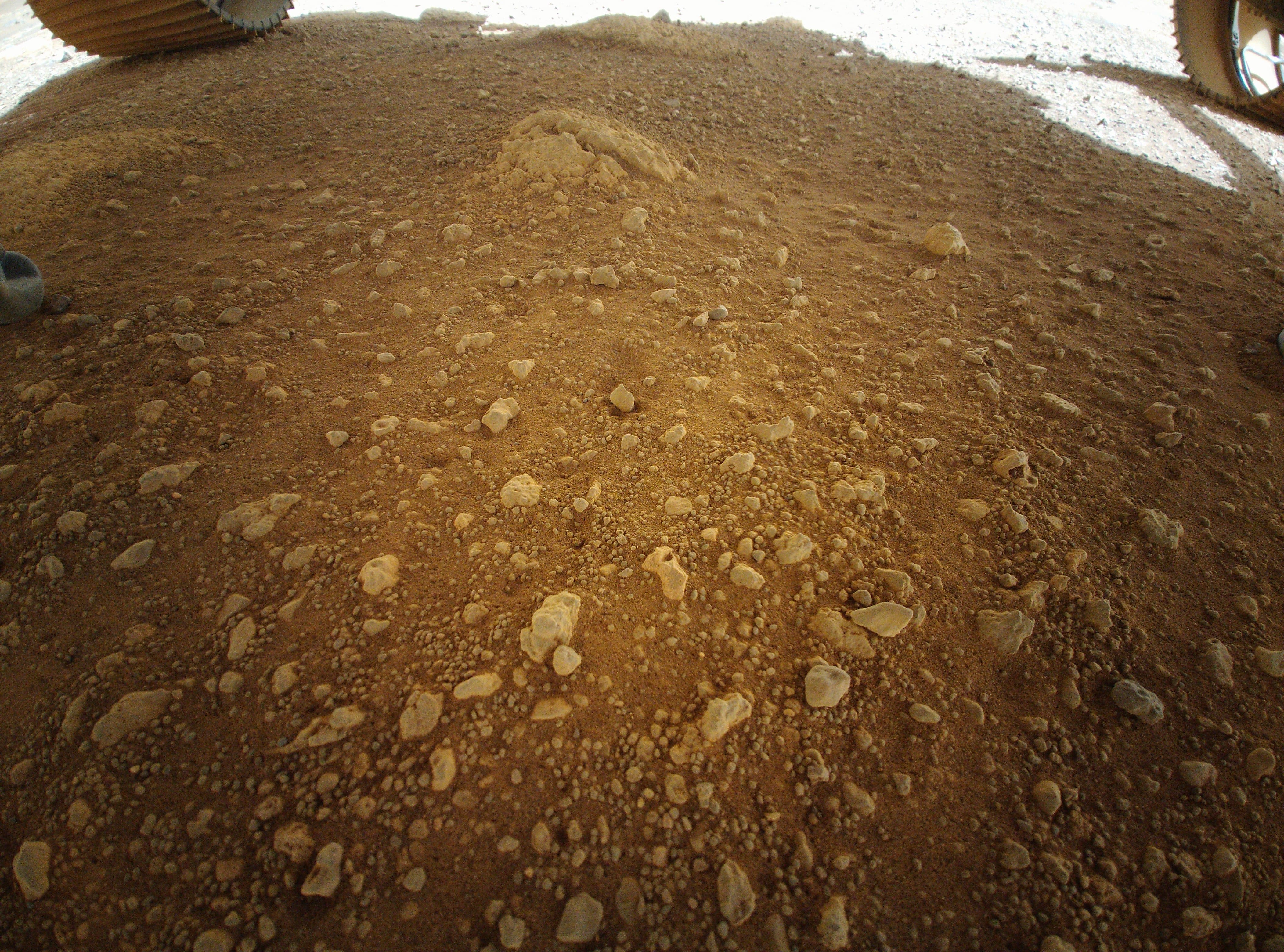
První barevný snímek pořízený vrtulníkem Ingenuity na Marsu

Tento článek obsahuje významné fotografické události v roce 2021.

## Události
- 18. února vozítko Perseverance pořídilo na Marsu první snímky v rámci expedice Mars 2020.

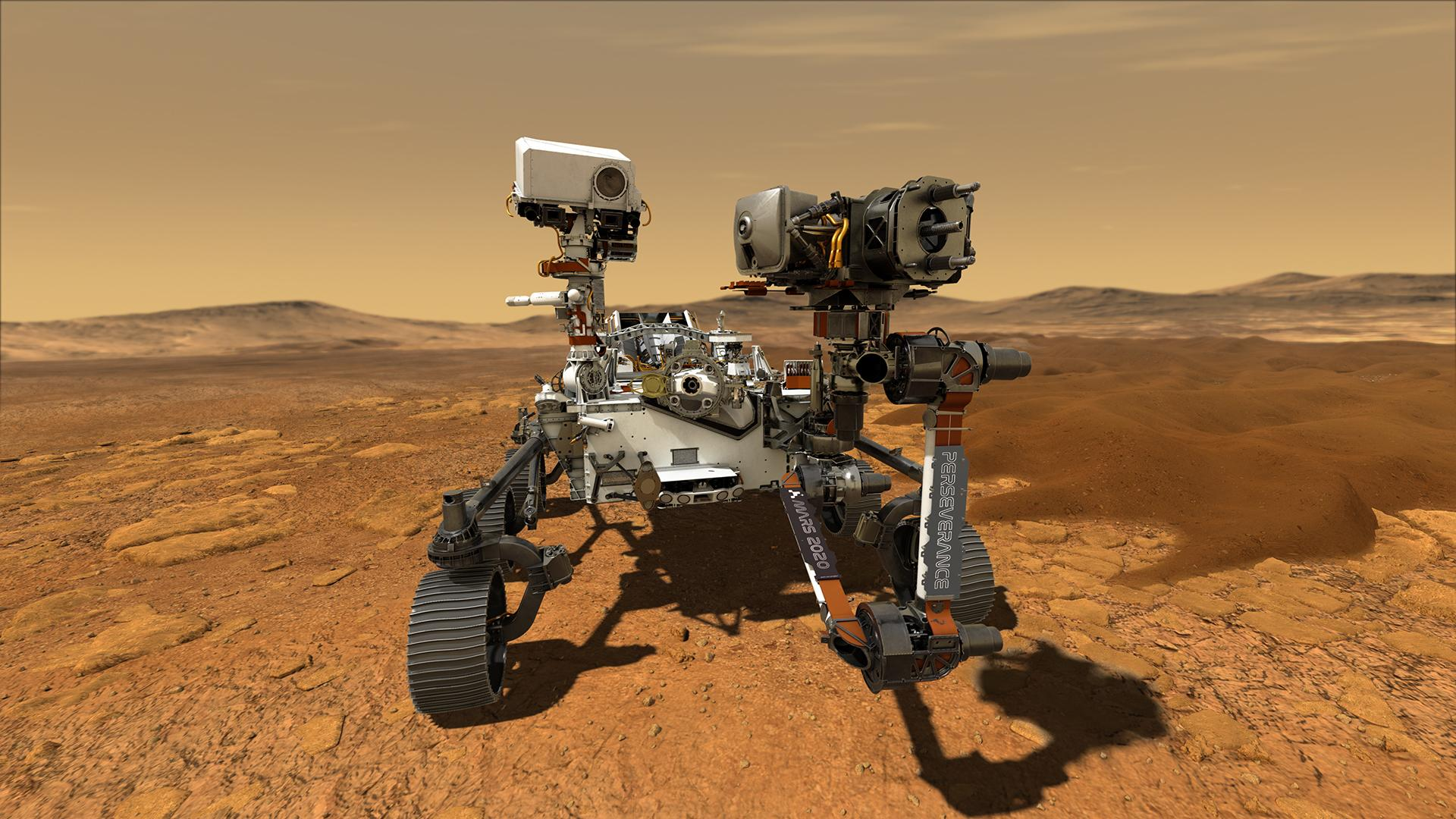
Umělecká představa vozítka Perseverance na Marsu
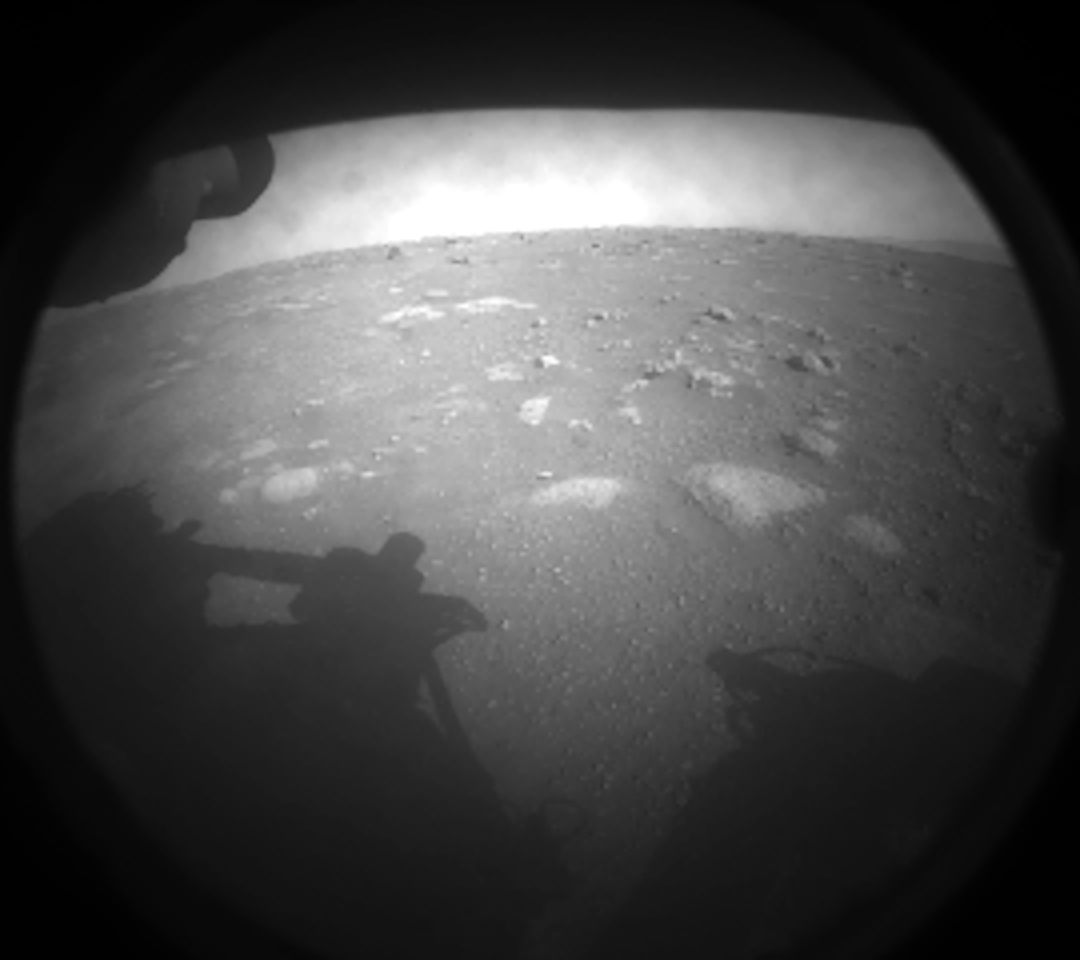
První neupravená fotografie (vpředu vlevo Hazard Avoidance Camera) – přistání na Marsu 18. února 2021

- Mezinárodní festival fotografie v Lodži, květen
- Prague Photo, duben
- Měsíc fotografie, Bratislava
- Festival ptáků a přírody (Festival de l'oiseau et de la nature) polovina dubna 2021
- 57. ročník Mezinárodního fotografického veletrhu Bièvres červen 2021
- 118. kongres Fédération photographique de France, v Aurillacu konec května 2021
- 51. Rencontres d'Arles asi od začátku července do konce září 2021
- Paris Photo v Grand Palais v Paříži začátek listopadu 2021
- 22. Festival international de la photo animalière et de nature, Montier-en-Der, každý třetí čtvrtek v listopadu
- Salon de la photo, Paříž, listopad
- Mois de la Photo, Paříž, listopad
- Visa pour l'image, Perpignan, začátek září
- Nordic Light, Kristiansund, Norsko

## Ocenění
- Czech Press Photo –
- World Press Photo – Mads Nissen, za fotografii The First Embrace, který zobrazuje starší paní objímající zdravotní sestru chráněnou plastovým oblekem před covidem v Brazílii[1][2]. World Press Photo Story of the Year - Antonio Faccilongo[2]
- Prix Niépce – Grégoire Eloy[3]
- Cena Henriho Cartier-Bressona – Carolyn Drakeová (USA), za projekt Centaur
- Prix Nadar – Deanna Dikeman, za Leaving and Waving[4], publié par Chose Commune[5]
- Prix de la Fondation Henri Cartier-Bresson - Carolyn Drake, členka agentury Magnum Photos za projekt Centaur[6]
- Prix de photographie de l'Académie des beaux-arts – William Klein à Annie Leibowitz[7]
- Prix HSBC pour la photographie – Aassmaa Akhannouch a Cyrus Cornut[8]
- Prix Bayeux-Calvados des correspondants de guerre – anonymnímu barmskému fotografovi za jeho reportáž La révolution du printemps v The New York Times[9][10]
- Prix Women In Motion pour la photographie - Liz Johnson Artur[11][12]
- Prix Carmignac du photojournalisme – cena nebyla udělena
- Prix Roger Pic – Alexis Vettoretti za sérii L’hôtel de la dernière chance[13] zvláštní ocenění Florence Levillain[14]
- Prix Lucas Dolega – Hervé Lequeux za jeho práci o nečinné mládeži v oblasti Goutte a v Paříži[15]
- Prix Canon de la femme photojournaliste – Acacia Johnsonová za projekt o každodenním životě pilotů na Aljašce[16]
- Prix Picto – Natalia Evelyn Bencicova[17]
- Prix Tremplin Photo de l'EMI – Antoine Lecharny[18]
- Prix Voies Off – ?
- Prix Révélation SAIF – ?
- Grand Prix Les femmes s'exposent  - Jeanne Frank za projekt réalisé dans la vallée de la Roya après la tempête Alex, v říjnu 2020 pro magazín Le Monde[19]
- Visa d’Or humanitaire du CICR - Antoine Agoudjian[20]
- Cena Oskara Barnacka – Ana María Arévalo Gosen za sérii Dias eternos[21][22] a Emile Ducke[22][23]
- Prix Leica Hall of Fame – Ralph Gibson pour l’ensemble de son œuvre[22]
- Cena Ericha Salomona – Hans-Jürgen Burkard[24]
- Cena za kulturu Německé fotografické společnosti – Artur Walther
- Cena Hansely Miethové – Anonymous / Anonymous
- Zeiss Photography Award –
- Sony World Photography Awards[25]

- Cena Ansela Adamse – Joel Sartore[26]
- Cena W. Eugena Smithe – Lalo de Almeida, Kimberly Dela Cruz, Melissa Lyttle, Cristopher Rogel Blanquet et Nicoló Filippo Rosso[27].
- Pulitzerova cena
  -  Pulitzer Prize for Breaking News Photography – au service photo de l’agence Associated Press za l’ensemble des reportages réalisés dans les villes des États-Unis, en rapport avec la mort de George Floyd[28]
  -  Pulitzer Prize for Feature Photography – Emilio Morenatti de l’agence Associated Press za sa couverture de la pandémie de Covid-19 en Espagne[29]
- Zlatá medaile Roberta Capy – Nariman El-Mofty, Associated Press, za reportáž Fleeing War[30]
- Cena Inge Morath – Fabiola Ferrero (Venezuela) za I Can’t Hear the Birds[31]
- World Photography Awards - Craig Easton a Tamary Kudita[32]
- Infinity Awards –
- Lucie Awards – Paul Ratje z agentury Agence France Presse za virální snímek amerického pohraničního policisty, který se pokouší znehybnit haitského migranta v Del Rio v Texasu[33], Peter Magubane, Paul Caponigro, Jean-Pierre Laffont, David Hurn, Joël Sartore, Lynn Orfèvre, Bob Martin, Pamela Hanson a Steven Sasson
- Cena Kena Domona – Hidehiro Ótake za Northwoods – Země darující život
- Cena Nobua Iny – Hirojoši Hara – Žiju ve městě
- Prix Paul-Émile-Borduas – André Fournelle
- Fotografická cena vévody a vévodkyně z Yorku – cena nebyla udělena
- Národní fotografická cena Španělska – Pilar Aymerich[34]
- Hasselblad Award – cena nebyla udělena
- Švédská cena za fotografickou publikaci – Xenia Nikolskaya za Dům, který postavil můj dědeček; Martin Bogren za Hollow; Nadja Bournonville za  A worm crossed the street (Červ přešel ulici);
- Cena Roswithy Haftmann – Gülsün Karamustafa[35]
- Prix Pictet –
- Photographe Swiss Press de l'année - Sarah Carp[36][37]
- Prix Élysée[38] – Kurt Tong za projekt Dear Franklin[39]
- Istanbul Photo Award - Jérémy Lempin[40]
- Mezinárodní fotožurnalistická soutěž Andreje Stenina / Andrei Stenin International Press Photo Contest – Chandan Khanna, AFP za zpravodajství o střetech a protestech v Minneapolis po smrti George Floyda[41]
- Siena International Photo Awards (SIPA) – Mehmet Aslan za fotografii La dureté de la vie.[42]

## Velké výstavy
Přehled vybraných významných výstav:
- Noir & Blanc : une esthétique de la photographie, 16. prosince 2020 - 1. února 2021, Grand Palais, Paříž - anulováno[43].
- Congo in Conversation, společná výstava: Arlette Bashizi, Dieudonné Dirole, Justin Makangara, Al-Hadji Kudra Maliro, Danny Matsongani, Guerchom Ndebo, Finbarr O'Reilly, Raissa Karama Rwizibuka, Moses Sawasawa, Pamela Tulizo, Bernadette Vivuya, 6. - 27. ledna 2021, Tour Saint-Jacques, Paříž.
- Girault de Prangey photographe (1804-1892), 3. listopadu 2020 - 7. února 2021, Musée d'Orsay, Paříž[44].
- Un monde imparfait, Gilles Caron, 7. února 2021, Remeš[45].
- Sous le soleil de la vie, Sabine Weiss, do 20. února 2021, Les Douches la Galerie, Paříž.
- Paris vu par Henri Cartier-Bresson, 30. listopadu 2020 - 28. února 2021, musée Carnavalet, Paříž.
- Moriyama – Tómacu : Tokyo, do 28. února 2021, Maison européenne de la photographie, Paříž[46]
- Marc Riboud. Histoires possibles, 4. listopadu 2020 - 1. března 2021, Musée national des Arts asiatiques - Guimet, Paříž[47]
- Frank Horvat, Paris, années 1950, Maison Robert Doisneau, Gentilly, 14. října 2020 - jaro 2021[48]
- Girault de Prangey photographe (1804–1892), 3. listopadu 2020 – 7. února 2021, Musée d'Orsay, Paříž[44]
- Marc Riboud. Histoires possibles, 4. listopadu 2020 – 1. března 2021, Musée national des Arts asiatiques - Guimet, Paříž[49]
- Paris vu par Henri Cartier-Bresson, 30. listopadu 2020 – 28. února 2021, musée Carnavalet, Paříž
- Alain Keler, Juke Joint Blues, dans le cadre du Festival Travelling, 1. února – 26. března 2021, Maison des associations, Rennes[50]
- Daidó Morijama – Šómei Tómacu: Tokyo, do 28. února 2021, Maison européenne de la photographie, Paříž[51]

- Allons voir la mer avec Doisneau, Musée Maritime, La Rochelle, 11. května - 1. listopadu[52]
- Sur le front syrien, Véronique de Viguerie et Virginie Nguyen Hoang, Musée de la Résistance et du Combattant, Montauban, 18. května- 19. listopadu[53]
- Henri Cartier-Bresson. Le Grand Jeu, Francouzská národní knihovna, site François-Mitterrand, Paříž, 19. května -  22. srpna[54].
- Histoire de photographies, 31. března – 12. září 2021⁠, Musée des arts décoratifs, Paříž
- Héritage, carte blanche à Omar Victor Diop, galerie Magnin-A, Paříž 11. obvod[55].
- Histoires de photographies, Musée des arts décoratifs, Paříž, do 2. ledna 2022[56].

Výstavy po znovuotevření galerií pro veřejnost 19. května 2021:
- Frank Horvat, Vincennes Images Festival (VIF), 11. - 30. května 2021[57]
- Derrière les images. Photographier la guerre, Établissement de communication et de production audiovisuelle de la Défense / Mémorial 14-18 Notre-Dame-de-Lorette, do 27. června 2021[58]
- Alain Keler, America, Fisheye Gallery, Paříž, do 30. června 2021[59].
- Sarah Moon - Passé, Présent, Musée d'Art moderne de Paris, do 4. července 2021[60].
- Frank Horvat, Paris, années 1950, Maison de la photographie Robert-Doisneau, Gentilly, do konce září 2021[48]
- Marc Riboud. Histoires possibles, Musée national des Arts asiatiques - Guimet, Paříž, do 6. září 2021[61]
- Moriyama – Tomatsu : Tokyo, Maison européenne de la photographie, Paříž, do 24. října 2021[62]
- Histoires de photographies, Musée des arts décoratifs, Paříž, od 19. května do 12. prosince 2021[63]
- Girault de Prangey photographe (1804-1892), od 19. května do 11. července 2021, Musée d'Orsay, Paříž[64]
- Sebastião et Lélia Salgado, Amazônia, Philharmonie de Paris, od 20. května do 31. října 2021[65]
- Eugène Atget - Voir Paris, Fondation Henri Cartier-Bresson, od 3. června do 19. září 2021[66]
- Didier Ben Loulou, Mémoires des lettres, Biennale d’Autun, 16. července - 1. srpna[67]
- Vivian Maier, la rétrospective, Musée du Luxembourg, Paříž, od 15. září 2021 do 7. ledna 2022[68]
- Henri Cartier-Bresson, revoir Paris, musée Carnavalet, Paříž, 15. června 2021 - 31. října 2021[69]
- Sur le front syrien, Véronique de Viguerie a Virginie Nguyen Hoang, Musée de la Résistance et du Combattant, Montauban, od 18. května do 19. listopadu 2021[70]
- Vivian Maier, la rétrospective, 15. září 2021 – 7. ledna 2022, Musée du Luxembourg, Paříž[71]

- Annie Leibovitz, rétrospective, Pavillon Comtesse de Caen, Palais de l’Institut de France, Paříž, 27. října - 28. listopadu 2021[7]
- Patrick Zachmann, rétrospective, Musée d'art et d'histoire du judaïsme, Paříž, od 2. prosince 2021 do 6. března 2022[72]
- Le Paris en couleur de Bernard Plossu, grilles de l'Hôtel de Ville, Paříž, 1. srpna - 10. září[73]
- Daniel Angeli Paparazzi de A à Z, střecha Grande Arche de la Défense, 7. srpna 2021 - 30. ledna 2022[74]
- Raymond Depardon, films, photos et voyages, Institut Lumière, Lyon, 27. srpna - 2. října[75]
- Lisette Model, Sidewalk, Galerie Beaudoin Lebon Paris, 8. září - 12. října[76]
- Dolorès Maratová, Au fil d’une vie, La Chambre, Strasbourg, 18. září - 14. listopadu[77]
- Vivian Maier, la rétrospective, Musée du Luxembourg, Paris, 15. září 2021 - 7. ledna 2022[78]
- Annie Leibowitz, rétrospective, Pavillon Comtesse de Caen, Palais de l’Institut de France, Paris, 27. října - 28. listopadu 2021[7]
- Patrick Zachmann, rétrospective, Musée d'Art et d'Histoire du judaïsme, Paris, 2. prosince 2021 - 6. března 2022[79]
- Chefs-d’œuvre photographiques du MoMA. La collection Thomas Walther, Musée du Jeu de Paume, Paris, 14. září 2021 - 13. února 2022[80]
- Couper le son et arrêter le mouvement, une exposition  de la Médiathèque de l’architecture et du patrimoine, avec des photographies de John Batho, Marcel Bovis, François Kollar, Jacques-Henri Lartigue, François Le Diascorn, Dolorès Maratová, Émile Muller, Jean Pottier, Bruno Réquillart, Willy Ronis, Frères Séeberger, Le Quadrilatère, Centre d’art de Beauvais, jako součást 18. Photaumnales, 17. září 2021 - 2. ledna 2022
- Igor Muchin, Générations, de l’URSS à la nouvelle Russie, 1985-2021 (Generace: od SSSR k nové Rusi), Maison de la photographie Robert-Doisneau, Gentilly, 22. října 2021 - 9. ledna 2022[81]
- Mers et rivières, Andreas Müller-Pohle, Pavillon populaire, Montpellier, 3. listopadu 2021 - 16. ledna 2022[82]
- Raymond Depardon, photographe militaire, Musée des Beaux-arts, Châlons-en-Champagne, jusqu’au 7. února 2022[83]
- La photographie à tout prix, Bibliothèque nationale de France, Paris, 23. listopadu 2021 - 20. února 2022[84]

## Významná výročí

### Sté výročí narození
- 3. ledna – Lone Maslocha, dánská fotografka narozená v Polsku (* 26. října 1921)[85]
- 11. ledna – Fabrizio La Torre, italský fotograf († 27. srpna 2014)
- 13. ledna – Werner Forman, český fotograf († 13. února 2010)
- 25. ledna – Tom Palumbo, americký fotograf italského původu († 13. října 2008)
- 16. února – Esther Bubley, americká fotografka († 16. března 1998)
- 21. února – Pompeo Posar, americký fotograf († 5. dubna 2004)
- 26. února – Jac Brun, norský fotograf († 3. června 1995)
- 2. března – Ernst Haas, rakouský fotograf († 12. září 1986)
- 26. dubna – Zbigniew Dłubak, umělecký teoretik, malíř a fotograf z Polska († 21. srpna 2005)
- 30. dubna – Joan Colom, španělský fotograf († 3. září 2017)[86][87][88]
- 7. května – Gaston Rébuffat, francouzský horolezec, režisér, fotograf a spisovatel († 31. května 1985)
- 10. května – Jindřich Marco, český fotograf a numismatik († 20. prosince 2000)
- 14. června – Jasuhiro Išimoto, americko-japonský fotograf († 6. února 2012)
- 20. června – Jean Dieuzaide, francouzský fotograf († 18. září 2003)
- 25. června – Mark Shaw, americký fotograf módy a celebrit († 26. ledna 1969)
- 27. června – John Dominis, americký fotograf († 20. prosince 2013)
- 4. července – Franck Van Deren Coke, americký fotograf († 11. července 2004)
- 29. července – Chris Marker, francouzský spisovatel, fotograf, režisér († 29. července 2012)
- 3. srpna – Vladislav Mirvald, český výtvarník, pedagog a fotograf († 19. dubna 2003)
- 28. srpna – Jean-Philippe Charbonnier, francouzský fotograf († 28. května 2004)
- 1. září – Willem Frederik Hermans, nizozemský spisovatel a fotograf († 27. dubna 1995)
- 15. září – Max Edwin Vaterlaus, švýcarský fotograf († 26. dubna 2004)
- 26. září – Pavol Breier, slovenský lékař a fotograf († 2. dubna 2014)
- 27. září – Jean-Pierre Sudre, francouzský fotograf († 6. září 1997)
- 17. prosince – Ron Davies, velšský fotograf († 26. října 2013)
- 30. prosince – Ján Šmok, český fotograf († 10. prosince 1997)

### Sté výročí úmrtí
- 30. ledna – Gaston Piprot, francouzský fotograf (* 27. prosince 1866)
- 9. února – Jan Kříženecký, český fotograf a filmař, průkopník české kinematografie (* 20. března 1868)
- 11. března – Emmanuel Pottier, francouzský etnolog, básník a fotograf (* 16. prosince 1864)
- 24. března – Kornel Divald, uherský spisovatel, historik umění a fotograf (* 21. května 1872)
- 30. března – Franz Benque, německý fotograf působící v Brazílii (* 1841)
- 5. května – William Friese-Greene, britský fotograf (* 7. září 1855)
- 12. června – William B. Post, americký fotograf (* 26. prosince 1857)
- 2. srpna – Jean Agélou, francouzský fotograf (* 16. října 1878)
- 4. srpna – Lucien Briet, francouzský fotograf a průzkumník (* 2. března 1860)
- 29. září – John Thomson, skotský fotograf a cestovatel (* 14. června 1837)
- 30. října – Rudolf Bruner-Dvořák, český zakladatel žurnalistické fotografie (* 2. července 1864)
- 15. listopadu – Albrecht Meydenbauer, německý fotograf (30. dubna 1834)
- 6. prosince – Félix Arnaudin, francouzský etnolog, básník a fotograf (* 30. května 1844)

### Dvousté výročí narození
- 3. února – Thora Hallager, dánská fotografka († 16. června 1884)
- 26. dubna – Robert Adamson, skotský chemik a fotograf († 14. ledna 1848)
- 17. října – Alexandr Gardner, skotský a americký fotograf († 10. prosince 1882)
- 21. prosince – József Borsos, maďarský portrétista a fotograf († 19. srpna 1883)
- ? – Napoleon Sarony, americký litograf a fotograf († 9. listopadu 1896)
- ? – Charles David Winter, alsaský fotograf († 1904)
- ? – Victor Plumier, fotograf a jeden z dvojice bratří Plumierů (Frères Plumier)

## Úmrtí v roce 2021
- 4. ledna – Tanya Roberts, 65, americká herečka a modelka (* 15. října 1955)
- 10. ledna – Julie Strain, 58, americká herečka a modelka (* 18. února 1962)
- 10. ledna – Petra Růžičková, česká fotografka, výtvarnice, ilustrátorka a básnířka (* 4. října 1963)[89]
- 13. ledna – Grace Robertson, 90, britská fotografka, novinářka a fotoreportérka (* 13. července 1930)[90]
- 13. ledna – Michel Gravel, 84–85, kanadský fotograf a fotoreportér.[91]
- 13. ledna – Patrick Chapuis, 71, francouzský fotograf.[92]
- 15. ledna – Eddie Kuligowski, 74, francouzský fotograf.[93]
- 21. ledna – Pavel Jasanský, 82, český fotograf (* 30. září 1938)[94]
- 21. ledna – Cecilia Mangini, 93, italská dokumentaristka, scenáristka a fotografka (* 31. července 1927)[95]
- 27. ledna – Corky Lee, 73, americký fotožurnalista, komplikace na covid-19.[96]
- 1. února – Ricky Powell, 59, americký fotograf, srdeční selhání.[97]
- 3. února – Pepi Merisio, 90, italský fotograf (* 1931)[98]
- 8. února – Nikolaj Nikolajevič Rachmanov, 88, ruský fotograf (* 26. září 1932)
- 8. února – Petr Sirotek, 74, český fotograf a kameraman (* 13. května 1946)
- 8. února – Stig Brøgger, dánský umělec, který pracoval se sochou, malbou, instalacemi a fotografií (* 8. prosince 1941)[99]
- 12. února – Pavel Vácha, český fotograf, 80 (* 11. června 1940)
- 18. února – Simo Rista, finský fotograf známý jako fotograf architektury a života v Helsinkách (* 22. května 1933)
- 19. února – Naomi Rosenblumová, americká historička umění, specialistka na fotografii, autorka dvou knih o historii fotografie A World History of Photography a A History of Women Photographers (* 16. ledna 1925)
- 22. února – Raymond Cauchetier, francouzský fotograf (* 10. ledna 1920)[100]
- 25. února – Bob Pixel, ghanský fotograf, COVID-19.[101]
- 4. března – Barbara Ess, 76, americká fotografka[102]
- 9. března – René Taesch, 69, francouzský fotograf, hudebník a spisovatel (* 12. února 1952)[103]
- 13. března – Giovanni Gastel, 65, italský portrétní a módní fotograf (* 27. prosince 1955)[104]
- 13. března – Wang Fu-čchun, 79, čínský fotograf dokumentující cestující ve vlaku (* 1942).[105]
- 17. března – David McCabe, 80, britský módní fotograf.[106]
- 24. března – Zora Plešnar, 96, slovinská fotografka (* 1925)[107]
- 9. dubna – June Newtonová, 97, australská modelka, herečka a fotografka (* 3. června 1923)[108]
- 19. dubna – Pavel Dias, 82, český fotograf a vysokoškolský pedagog (* 9. prosince 1938)[109]
- 19. dubna – Bill Wynne, 99, americký spisovatel, fotograf a oceněný fotoreportér (* 29. března 1922)[110]
- 22. dubna – Krystyna Łyczywek, polská fotografka, překladatelka a novinářka, 100 (* 24. srpna 1920)[111][112]
- 27. dubna – Johan Brun, norský fotograf, v  redakci Dagbladet pracoval od roku 1948 až do odchodu do důchodu v roce 1989, jeho dcera je fotografka Agnete Brunová (* 19. října 1922)
- 30. dubna – K. V. Anand, 54, indický kameraman, filmový režisér a fotoreportér[113][114]
- 30. dubna – Hermine Karagheuz, francouzská herečka, spisovatelka a fotografka arménského původu[115]
- 30. dubna – Mišo Juzmeski, 55, severomakedonský spisovatel, publicista a fotograf
- 4. května – Leonid Nikolajevič Lazarev, 83, ruský fotograf a fotoreportér[116]
- 6. května – Edith Tar, 76, německá fotografka, editorka a video umělkyně[117]
- 8. května – German Lorca, 98, brazilský fotograf (28. května 1922)[118]
- 31. května – Filip Láb, 45, český teoretik fotografie, fotograf a pedagog Fakulty sociálních věd Univerzity Karlovy v Praze[119][120][121]
- 7. června – Dixie Dansercoer, 58, belgický průzkumník, vytrvalostní sportovec a fotograf[122]
- 13. června – Ferran Freixa, 70, španělský fotograf[123]
- 19. června – Arnold Odermatt, 96, švýcarský policejní fotograf (* 25. května 1925)[124]
- 19. června – Éric Guglielmi, 51, francouzský fotograf, redaktor a fotoreportér (* 10. května 1970)[125]
- 22. června – Stanislao Farri, 96, italský fotograf[126]
- 24. června – Sivasankaran Nair, 89, indický kameraman, filmový režisér a fotograf[127]
- 9. července – Golam Mustafa, bangladéšský fotograf (* 30. listopadu 1941)
- 11. července – Nina Michajlovna Děmurova, ruská literární kritička, badatelka britské a americké literatury, dětské anglické literatury, překladatelka z angličtiny, doktorka filologie (* 3. října 1930)
- 14. července – Christian Boltanski, 76, francouzský výtvarný umělec[128]
- 16. července – Danish Siddiqui, 40, indický fotoreportér[129][130][131]
- 17. července – George Forss, asi 80, americký fotograf[132]
- 23. července – F. C. Gundlach, 95, německý fotograf, majitel galerie, sběratel a kurátor (* 16. července 1926)[133]
- 25. července – Eddy Posthuma de Boer, 90, nizozemský fotograf.[134]
- 15. srpna – Hiro (Jasuhiro Wakabajaši), 90, americko-japonský módní fotograf (* 3. listopadu 1930)[135]
- 19. srpna – Chuck Close, americký vizuální umělec, malíř a fotograf (* 5. července 1940)[136]
- 23. srpna – Xavier Mercadé i Simó, španělský fotožurnalista (* 15. února 1967)
- 26. srpna – Vladimír Remeš, český publicista a kritik fotografie, autor nebo spoluautor publikací z oboru dějin fotografie, jeho manželkou byla Daniela Mrázková (* 14. února 1932)
- 28. srpna – Joan Almondová, americká fotografka, pořizovala černobílé fotografie, cestovala do Maroka, Alžírska, Jeruzaléma, Egypta a Indie, zkoumala různorodé kultury a prostředí (* 3. června 1935)
- 22. září – Colin Jones, anglický baletní tanečník, fotograf a fotožurnalista (* 1936)[137]
- 27. září – Zaur Kantemirov, 79, ázerbájdžánský malíř, grafik a fotograf, covid[138]
- 28. září – Barry Ryan, 72, britský zpěvák ("Eloise") a fotograf[139]
- 10. října – Evelyn Richter, 91, německá fotografka  (* 31. ledna 1930)[140]
- 11. října – Guy van Grinsven, 72, nizozemský fotograf[141]
- 12. října – René Basset, 102, francouzský fotograf.[142]
- 16. října – Paul Blanca, 62, nizozemský výtvarný fotograf.[143]
- 18. října – David Finn, 100, americký manažer pro styk s veřejností, fotograf a spoluzakladatel agentury Ruder Finn.[144]
- 11. listopadu – Dino Pedriali, 71, italský fotograf[145]
- 13. listopadu – Grygoryj Aleksandrovyč Galycyn, ruský fotograf[146]
- 17. listopadu – Tom Stoddart, 68, britský reportážní fotograf, rakovina (* 1953)[147] (úmrtí oznámeno tento den)
- 18. listopadu – Mick Rock, 72, britský hudební fotograf[148]
- 18. listopadu – Latif al-Ani, 89, irácký fotograf, „otec irácké fotografie“[149]
- 20. listopadu – Sergej Grigorjevič Vasiljev, 85, ruský fotograf (* 16. června 1936)[150][151]
- 1. prosince – Jana Smahelová, 61, česká fotografka
- 1. prosince – Miroslav Zikmund, 102, český cestovatel a fotograf (* 14. února 1919)[152][153]
- 4. prosince – Hans Blohm, 94, kanadský fotograf a umělec německého původu[154]
- 16. prosince – Robert H. Cumming, 78, americký malíř, sochař, fotograf a grafik (* 7. října 1943)[155]
- 19. prosince – Gustav Aulehla, 90, český fotograf (13. června 1931)[156]
- 23. prosince – Françoise Nuñezová, 64, francouzská fotografka[157]
- 27. prosince – Jochen Herling, lucemburský profesionální fotograf, spisovatel a sběratel uměleckých děl (14. dubna 1943)
- 28. prosince – Sabine Weissová, 97, švýcarsko-francouzská fotografka (* 23. července 1924)[158]
- ? – Radomír Postl, český grafik se zaměřením na knižní grafiku a typografii, fotograf, v letech 1992–2005 předseda Asociace jihočeských výtvarníků v Českých Budějovicích (* 14. listopadu 1939 – 1. července 2021)